# Ольмерт, Дана
Дана Ольмерт (ивр. דנה אולמרט‎, род. 26 декабря 1972, Иерусалим) — израильская левая активистка, теоретик литературы и редактор. Дочь бывшего премьер-министра Израиля Эхуда Ольмерта.
Ольмерт получила степень доктора литературы в Еврейском университете в Иерусалиме с темой диссертации «Развитие женской еврейской поэзии в двадцатые годы: психоаналитический и феминистский взгляды». Она преподаёт литературу в Тель-Авивском университете, а в последнее время ведёт мастер-классы по творческому письму. Она является редактором серии стихов и была приглашена в жюри нескольких литературных премий.
Она была волонтёром Machsom Watch. В июне 2006 года она приняла участие в марше в Тель-Авиве в знак протеста против предполагаемой причастности Израиля к взрыву на пляже в Газе, что привело к критике её со стороны правых деятелей.
Ольмерт — лесбиянка, и отстаивает прайд-парад в Израиле. Она живёт со своей партнёршей Дафной Бен-Цви в Тель-Авиве. Пара воспитывает дочь.